# Dennis Lyxzén
Dennis Lyxzén es un músico, nacido el 19 de junio del 1972, en Umeå, Suecia; es conocido por ser el vocalista de la banda de hardcore punk Refused. Actualmente participa además en INVSN y Fake Names.

## Historia
Dennis creció en una familia de clase trabajadora, en una área rural a las fueras de Umeå, al norte de Suecia. Creció oyendo a The Beatles y David Bowie, para luego ser fan de bandas de thrash metal y hardcore punk entrando a su adolescencia. El álbum Give Me Convenience or Give Me Death de Dead Kennedys le introdujo a una perspectiva política del punk.

## Carrera musical

### Inicios (1987–1991)
En un principio partió tocando bajo en bandas de punk, debido a su incapacidad de tocar guitarra. Participó en bandas de corta duración, como By No Means, Yonderboy, Afro Jetz y Garbage Pailkids.
En 1989, fue vocalista en Step Forward, una de las primeras agrupaciones straight edge suecas. Tocaron varios shows pequeños al norte de Suecia, dando su último show en diciembre del 1991. En 1996, el sello Desperate Fight lanzó la discografía de Step Forward en CD, titulada Did Make a Difference.

### Refused (1991–1998, 2012–presente)
Junto a David Sandström en batería, Pär Hansson en guitarra y Jonas Lindgren en bajo, formaron Refused a inicios de 1991, con la intención de tocar fuera de su ciudad natal y lanzar una grabación en vinilo 7" (lo que no pasó).
Tras varios demos y EPs, en 1994 la banda lanzó This Just Might Be... the Truth, seguido del EP Everlasting. Songs to Fan the Flames of Discontent fue estrenado en 1996, por el sello estadounidense Victory. A su vez, la banda giró por Europa y Estados Unidos, junto a bandas como Abhinanda, Snapcase, Millencolin y Mindjive.
En 1998, Refused se separó tras un desastroso tour por Estados Unidos. De forma póstuma se estrenó The Shape of Punk to Come, el cual incorporó elementos más allá del hardcore, como electrónica, jazz y ambiental. A pesar de lo incomprendido y criticado que fue en un principio, con el tiempo se transformó en un álbum "de culto" e influencial para el post-hardcore.
La banda volvió brevemente en 2012, participando en varios shows y festivales. En 2015, se reunieron nuevamente para lanzar Freedom, por Epitaph Records. En octubre del 2019 se estrenó War Music, por Spinefarm y Search and Destroy Records.

### The International Noise Conspiracy (1998–2009)

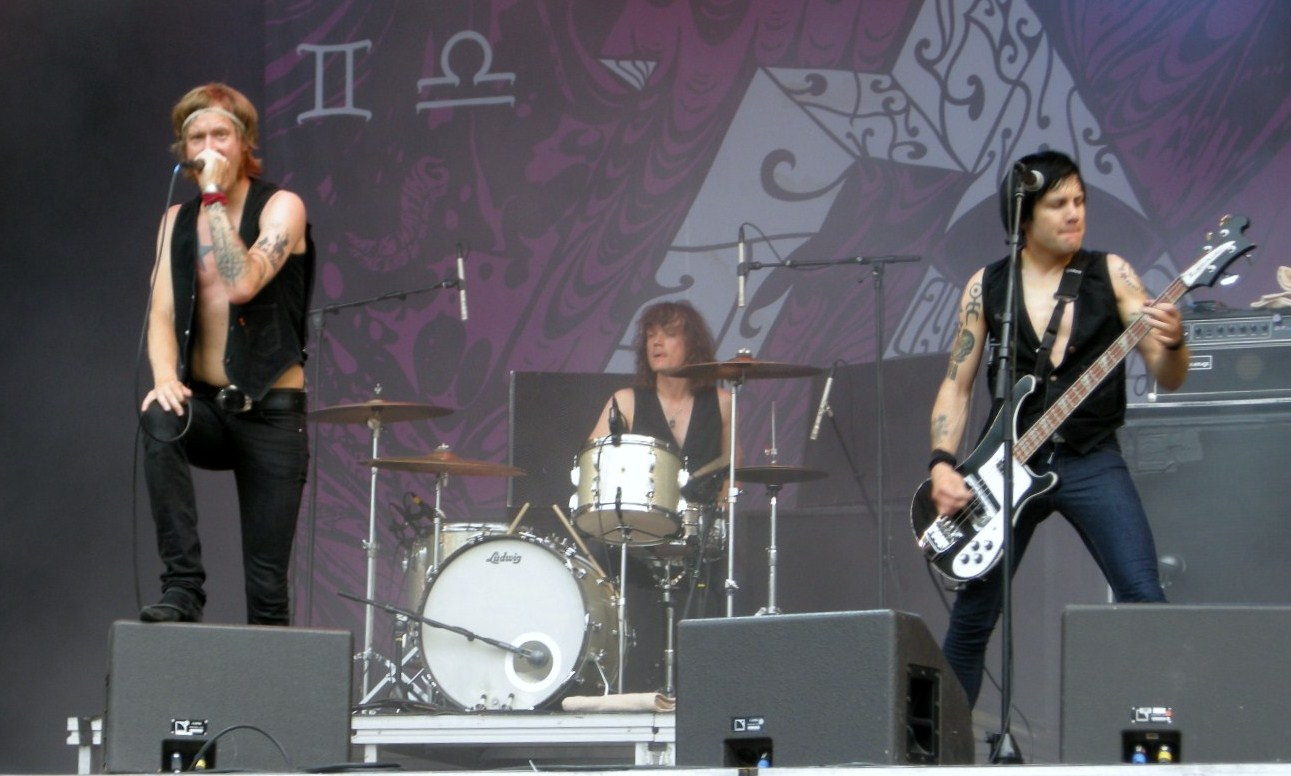
t(i)nc en vivo, 2009.

Con varios participantes de la escena Umeå hardcore, formaron The (International) Noise Conspiracy, banda orientada al garage rock con fuertes influencias de la música de los años 60s y 70s, donde reflejaron también ideas políticas y filosóficas. 
Su primer tour fuera de Suecia fue en China, tocando en pequeños clubs de manera ilegal y sufriendo acoso policíaco. Luego, prosiguieron por Estados Unidos con My Chemical Romance, y sumado a varias giras europeas.
La banda tocó activamente hasta el año 2009, lanzando cinco álbumes de larga duración: The First Conspiracy (1999), Survival Sickness (2000), A New Morning, Changing Weather (2001), Armed Love (2005) y The Cross of My Calling (2008). Gran parte de su material fue editado y distribuido por Burning Heart y Epitaph.

### INVSN (1999–presente)
Inicialmente llamados The Lost Patrol, partió como un proyecto solista de Lyxzén, como una respuesta acústica y experimental. Sumado a su cambio de nombre, en 2005 se conformó como una banda, y más aproximada al power pop y el punk setentero.
Su actividad discográfica como INVSN comenzó ya en 2009, sumado a un breve contrato con Sony Music. Hasta la fecha ya tienen cuatro álbumes editados, y están integrados por Anders Stenberg, André Sandström, Christina Karlsson y Sara Almgren.

### Otros proyectos

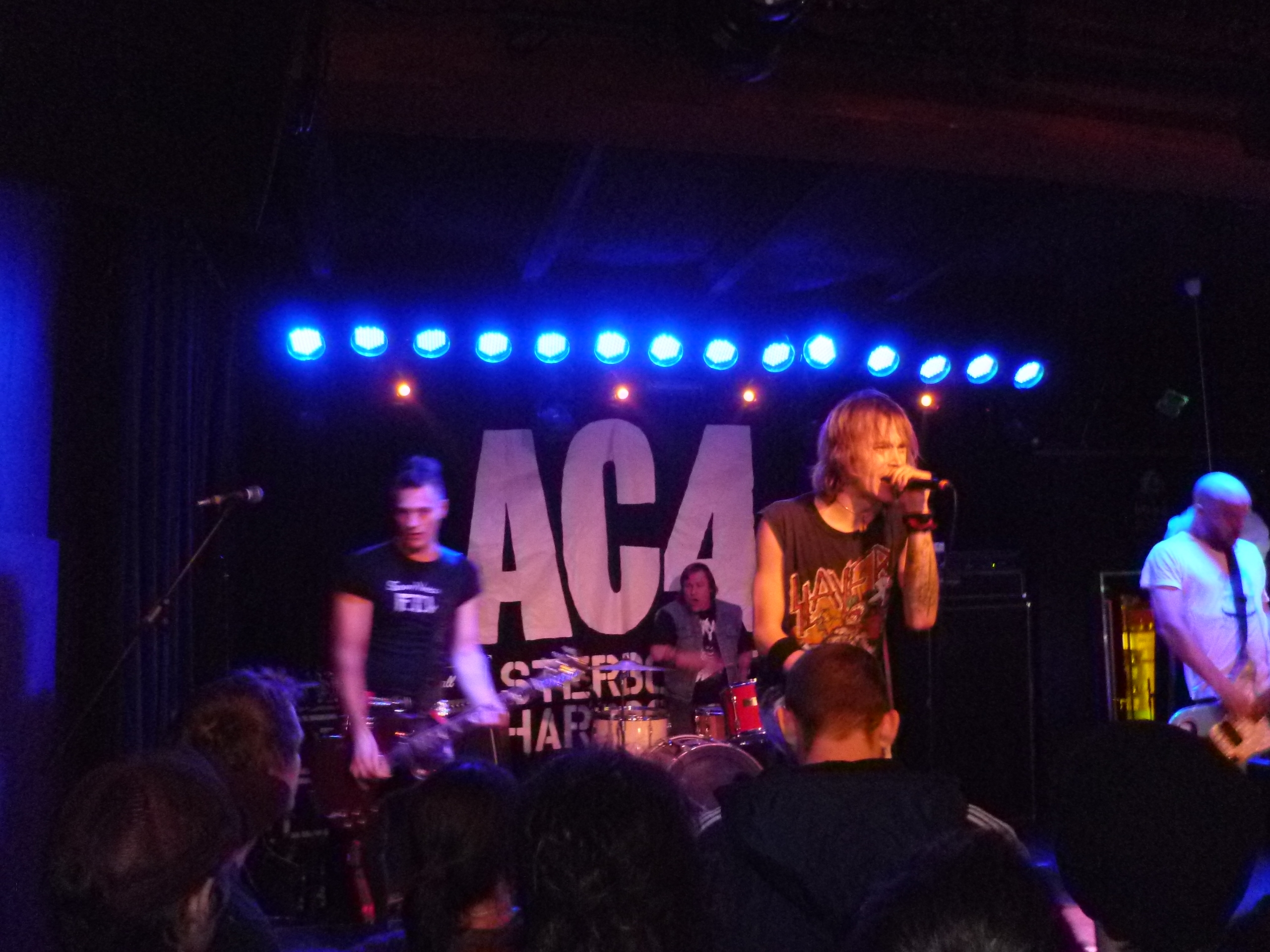
Dennis con AC4 en vivo en Saarbrücken, noviembre del 2010.

Desde 1994 a 1997, Lyxzén participó como bajista de la banda Final Exit, junto a miembros de Refused y Abhinanda. Lanzaron dos álbumes: Teg (1995) y Umeå por Desperate Fight Records, además de apariciones en compilaciones del mismo sello y del colectivo CrimethInc. Final Exit se reunió brevemente en 2007 y 2012.
En 1997 y como proyecto paralelo a Refused, Dennis integró 93 Million Miles From The Sun, dejando sólo el 7" And Counting y tocando un par de veces.
En 2007, participó como baterista de la banda Instängd (bajo el alias Tobbe), con quienes publicaron tres EPs hasta 2011. Paralelamente fundó AC4, junto a miembros de Refused, The (International) Noise Conspiracy, DS-13 y The Vectors. La banda lanzó dos álbumes: AC4 (2009, Ny Våg) y Burn The World (2013, Deathwish/Ny Våg), y se separó tras una gira por Europa.
En el 2011, Lyxzén fue vocalista invitado en The Bloody Beetroots, acompañándoles en el "Church of Noise Tour", además colaboró con el sencillo Church of Noise.
En 2016, Dennis se unió a Fake Names, un supergrupo junto a Brian Baker, Michael Hampton y Johnny Temple, debutando en Nueva York en enero de 2019. La banda lanzó su primer álbum titulado Fake Names, en mayo de 2020 por Epitaph Records, cuyo primer single fue "Brick".

## Vida personal
Lyxzén colecciona vinilos y libros, además practica futbol. A lo largo de su carrera musical, sus letras han estado fuertemente influenciadas por su pensamiento crítico, revolucionario y contracultural, citando a Karl Marx, Guy Debord, Emma Goldman, Buenaventura Durruti, entre muchos otros.
Es vegano desde 1992. En 2004, salió elegido como "el hombre más sexy" por la revista Elle. También fue straight edge gran parte de su vida.
Es dueño del sello punk Ny Våg,  en los años 90s también participó en Umeå Hardcore y Desperate Fight.

## Discografía
| Step Forward - Does It Make A Difference (1990, Umeå Hardcore) - I Am Me (1990, Umeå Hardcore) Garbage Pailkids - Garbage Pailkids (1990, Umeå Hardcore) - Pailkids On The Block (1991, Umeå Hardcore) Refused - This Just Might Be... the Truth (1994, Startrec, We Bite) - Songs to Fan the Flames of Discontent (1996, Victory) - The Shape of Punk to Come (1998, Burning Heart, Startracks) - Freedom (2015, Epitaph) - War Music (2019, Spinefarm, Search And Destroy) Final Exit - Teg (1995, Desperate Fight) - Umeå (1997, Desperate Fight) The (International) Noise Conspiracy - The First Conspiracy (1999, G7 Welcoming Committee) - Survival Sickness (2000, Burning Heart, Epitaph) - A New Morning, Changing Weather (2001, Burning Heart, Epitaph) - Armed Love (2005, Burning Heart, American) - The Cross of My Calling (2008, Burning Heart, Vagrant, American) | 98 Million Miles From the Sun - ..And Counting 7" (1998, Simba) The Lost Patrol - Songs In The Key Of Resistance (1999, Startracks) - Songs About Running Away (2003, Burning Heart) - The Lost Patrol Band (2005, Ny Våg) - Automatic (2006, Ny Våg) INVSN - Hela Världen Brinner (2010, Ny Våg, Columbia) - Saker Som Jag Sagt Till Natten (2011, Sony, Columbia) - INVSN (2013, Razor & Tie) - The Beautiful Stories (2017, Woah Dad!) Instängd - Mitt Svar På Ingenting 7" (2007, Sorry State) - Konkret Och Brutal 7" (2008, Adult Crash - Drag Utan Drog 7" (2011, Sorry State) AC4 - AC4 (2009, Ny Våg) - Burn The World (2013, Ny Våg, Deathwish) Fake Names - Fake Names (2020, Epitaph) - Fake Names EP (2021, Epitaph) - Expendables (2023, Epitaph) |

### Colaboraciones
Como músico

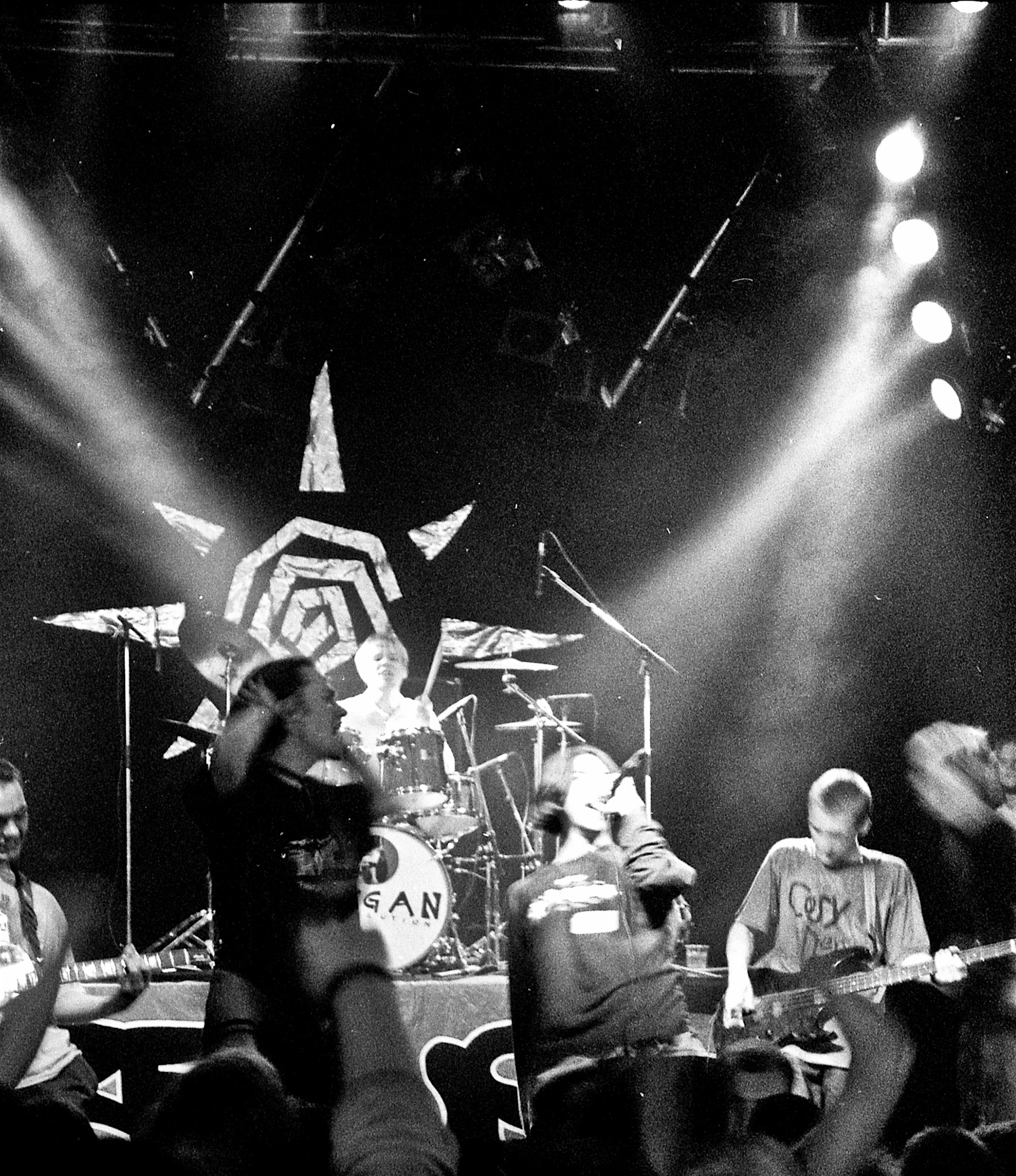
Refused en vivo en el festival "Hultsfred" de 1994

- Separation – "Separation" (varias canciones, 1997)
- Disconvenience – "Umeå Punk City" (varias canciones, 2006)
- The Bloody Beetroots – "Church Of Noise" (Church Of Noise, 2012)
- The Moth Gatherer – "The Comfortable Low" (This Providence Of Bones, 2017)
- DS-13 – "Last Mosh For Charlie: Live In Umeå Hard Core" ((I'm Not Your) Steppin' Stone, 2017)

Productor
- The Lost Patrol – Songs About Running Away (2003, Burning Heart)
- Regulations – Regulations (2005, Ny Våg, Kick N' Punch)
- The Crystal Caravan – The Crystal Caravan (2009, Garageland)

Diseño
- Refused – This Just Might Be... ...The Truth (1993, We Bite)
- Refused – This Is The New Deal (1993, Burning Heart)
- Refused – This Album Contains Old Songs And Old Pictures Vol. I (1997, Burning Heart, Startracks)
- Refused – This Album Contains Old Songs And Old Pictures Vol. II (1997, Burning Heart, Startracks)
- Refused – The Shape Of Punk To Come (1998, Burning Heart, Startracks)
- The Lost Patrol – The Lost Patrol 7" (1999, Her Magic Field)